# The Star-Ledger
The Star-Ledger (произносится Зэ Стар-Лэджер) — ежедневная широкополосная газета города Ньюарк, штат Нью-Джерси, США. Крупнейшая по тиражу газета в штате. Владелец — Advance Publications.

## История
Газета была основана в 1832 году под названием Newark Daily Advertiser и стала первой ежедневной газетой Ньюарка. В 1939 году Сэмюэль Ирвинг Ньюхаус-старший купил местную газету Newark Star-Eagle, объединил её со своей газетой Newark Ledger, в результате чего получилось издание с названием Newark Star-Ledger. В 1970-х годах слово Newark было удалено из названия и заменено на определённый артикль The.
Тогда же, в 1970-х годах, владелец запустил новую типографию в тауншипе Пискатауэй, в стратегически важном месте, откуда легко было доставлять свежие номера газет в округа Юнион, Монмут, Сомерсет и Мидлсекс.
В 2005—2013 годах газета испытывала значительные финансовые трудности.
2 февраля 2025 года вышла последняя печатная версия газеты, которая перейдёт в онлайн-формат. В 2005 году почти 600 тысяч домохозяйств покупали газету по воскресеньям, к 2023 году воскресный тираж сократился до примерно 86 тысяч, в 2024 году сократился ещё на 21 %.

### Тираж
будни / воскресенье
- Сентябрь 2008 — 316 280 / 455 699 (16-е место в США среди всех ежедневных газет)[5]
- Январь 2013 — 311 904 / 442 274 (16-е место в США среди всех ежедневных газет)[6]
- Март 2014 — 290 793 / 370 978[2]

### Награды
- Пулитцеровская премия 2005 года[англ.] — За выдающуюся подачу сенсационного материала — журналистам «за освещение отставки губернатора Нью-Джерси, который признался, что является геем».
- Премия Джорджа Полка за 2010 год — Эми Бритен и Марк Мюллер «за сюжет о систематическом использовании стероидов местными полицейскими, тюремщиками и пожарными»[7][8].
- Пулитцеровская премия 2011 года — За очерк — Эми Эллис Натт «за её тщательно проведённое расследование таинственного затопления рыболовецкого судна „Дева Мария“ (Lady Mary), в результате которого шесть человек утонули»[9].

## В популярной культуре
- Газета регулярно фигурирует в многочисленных эпизодах сериала «Клан Сопрано»[10] (1999—2007), в частности, её выписывает и регулярно читает Тони Сопрано.
- Газета несколько раз упоминается одним из главных героев, Бартом Тринке, в фильме «Девушка из Джерси» (2004).